# ارينغتون (كامبريدجشير)
ارينغتون (بالإنجليزية: Arrington)‏ هي قرية و أبرشية مدنية تقع في المملكة المتحدة في كامبريدجشير. يقدر عدد سكانها بـ 415 نسمة .